# 497 (số)
497 (bốn trăm chín mươi bảy) là một số tự nhiên ngay sau 496 và ngay trước 498.